# Sambenito

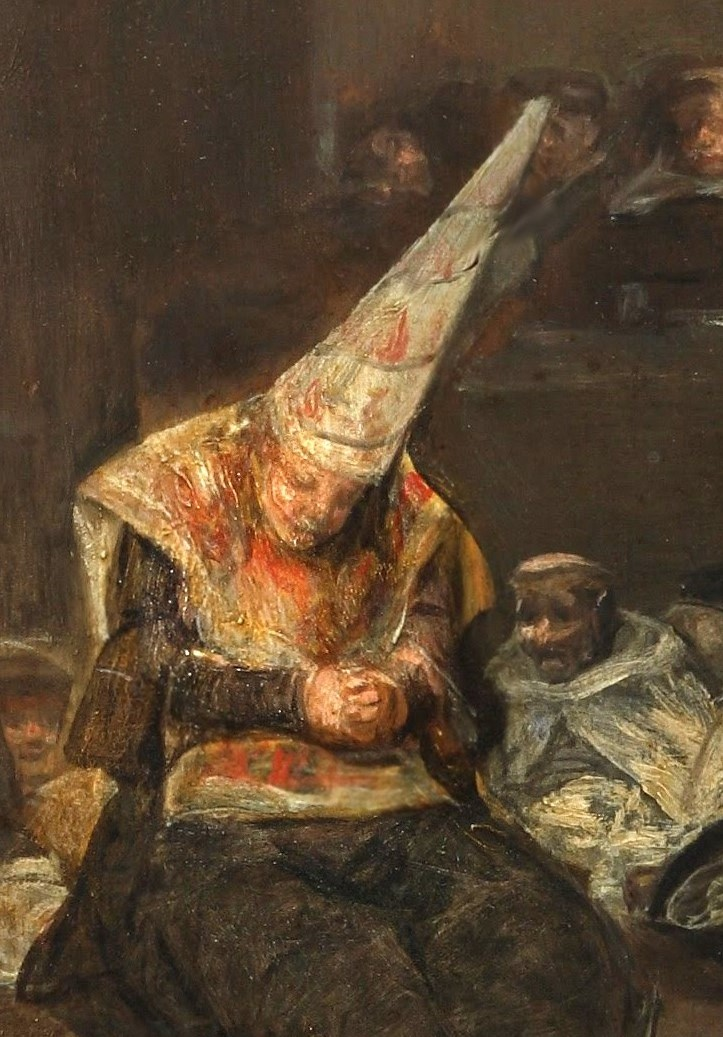
Condenado por la Inquisición española con un sambenito y una coroza en un auto de fe (Goya)

El sambenito era una prenda utilizada originalmente por los penitentes católicos para mostrar público arrepentimiento por sus pecados, y más adelante por la Inquisición española para señalar a los condenados por el tribunal, por lo que se convirtió en símbolo de la infamia.

## Historia

### Símbolo y prueba de la infamia
Originariamente se trataba de un saco de lana bendecido por el cura, de donde viene el nombre de saco bendito que da lugar a sambenito por asimilación fonética con San Benito.
El sambenito ya fue usado por la inquisición pontificia medieval. En el Manual de Inquisidores (1378), Nicolás Aymerich lo describe como una túnica formada por dos faldones de tela, uno por delante y otro por detrás en forma de escapulario, sobre la que iban cosidas unas cruces rojas.
El sambenito usado por la Inquisición española era una especie de gran escapulario con forma de poncho. Estaba hecho con una tela rectangular con un agujero para pasar la cabeza, que una vez puesta le llegaba al condenado hasta poco más abajo de la cintura por el frente y por la espalda.

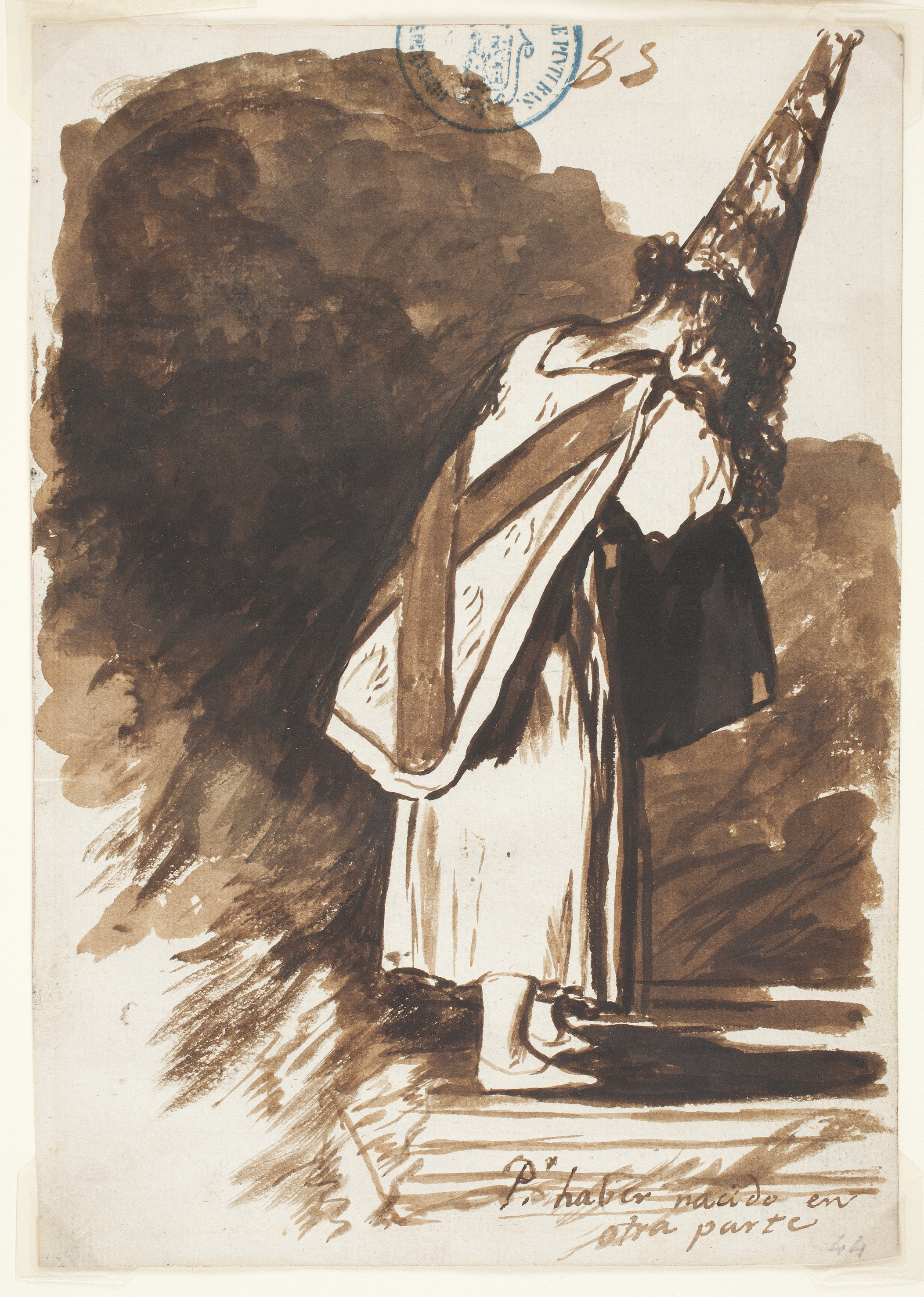
Condenado por la Inquisición vestido con un sambenito que lleva la cruz de San Andrés (Francisco de Goya)

Los sambenitos variaban según el delito y la sentencia. Los condenados a muerte (los relajados al brazo secular) llevaban un sambenito negro con llamas y a veces demonios, dragones o serpientes, signos del Infierno, además de una coroza roja. Los reconciliados con la Iglesia católica porque habían reconocido su herejía y se habían arrepentido llevaban un sambenito amarillo con dos cruces de san Andrés en color rojo (según Henry Kamen, eran una o dos cruces diagonales pintadas sobre él) y llamas orientadas hacia abajo, lo que simbolizaba que se habían librado de la hoguera. Los sentenciados a recibir latigazos, como los impostores o los bígamos, llevaban atada una soga al cuello con nudos, que indicaban los centenares de latigazos que debían recibir.
Los diferentes sambenitos y corozas se pueden apreciar en el siguiente relato de la procesión de la Cruz Blanca que inició el auto de fe celebrado en Madrid en 1680:

Tras ellos vinieron doce hombres y mujeres, con cuerdas alrededor de sus cuellos y velas en las manos, con caperuzas de cartón de tres pies de altura, en las cuales se habían escrito sus delitos, o representados de diversas maneras. Iban seguidos por otros 50, que también llevaban velas en sus manos, vestidos con un sambenito amarillo o una casaca verde sin mangas, con una gran cruz roja de San Andrés delante y otra detrás. Estos eran delincuentes, quienes (por haber sido ésta la primera vez que eran encarcelados) se habían arrepentido de sus delitos; son condenados generalmente a algunos años de cárcel o a llevar el sambenito, al que se tiene como la desgracia mayor que puede caer sobre una familia. Cada uno de estos delincuentes era llevado por dos familiares de la Inquisición. Seguidamente, venían veinte delincuentes más, de ambos sexos, que habían reincidido tres veces en sus anteriores errores y que eran condenados a las llamas. Los que habían dado muestras de arrepentimiento serían estrangulados antes de ser quemados; los restantes, por haber persistido obstinadamente en sus errores, iban a ser quemados vivos. Estos llevaban sambenitos de tela, en los que había pintados demonios y llamas, así como en sus caperuzas. Cinco o seis de ellos, que eran más obstinados que el resto, iban amordazados para impedir que profieran frases de doctrinas blasfemas. Los condenados a morir iban rodeados, además de los dos familiares, de cuatro o cinco frailes, que los preparaban para la muerte conforme iban andando.

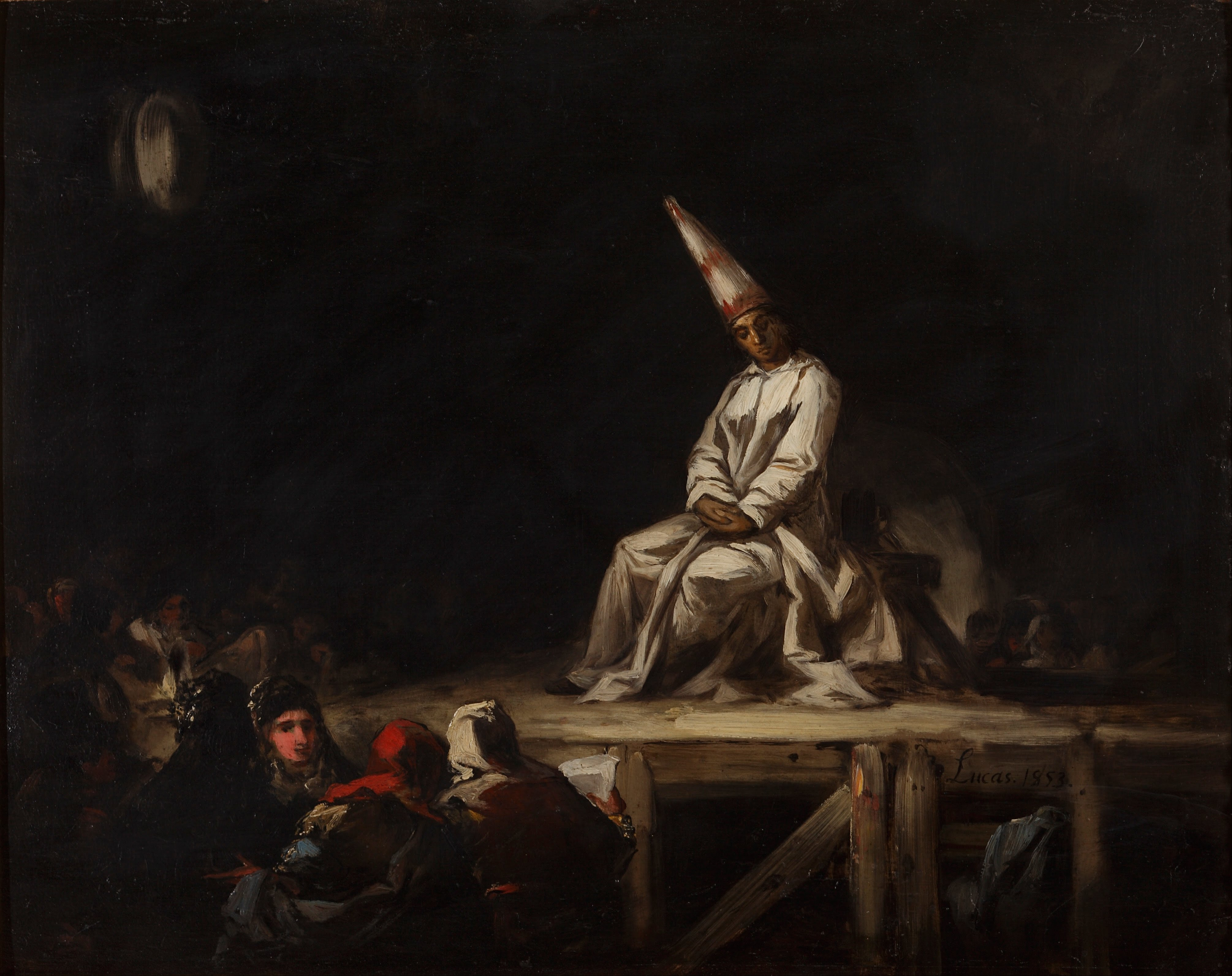
Condenado en un auto de fe en una obra de Eugenio Lucas Velázquez.

Muchas veces llevaban escrito el nombre del condenado, como en el caso de los famosos sambenitos de la iglesia de Santo Domingo de Palma de Mallorca, que originaron el asunto de los chuetas (personas marginadas por ser familiares de los condenados). Los reos eran paseados por la ciudad descalzos, vistiendo el sambenito y con un gran cirio en la mano.

### Perpetuar la infamia: los sambenitos colgados de las iglesias
Los reconciliados estaban obligados a llevar el sambenito siempre durante todo el tiempo que durara la condena como señal de su infamia y sólo podían quitárselo dentro de su casa. Cumplida la sentencia, sus sambenitos eran colgados en la iglesia parroquial ad perpetuam rei memoriam para que no se olvidara su crimen, así como los sambenitos de los quemados en la hoguera. La Inquisición consideraba que había que perpetuar el recuerdo de la infamia de un hereje, infamia que se proyectaba sobre sus familias y descendientes.

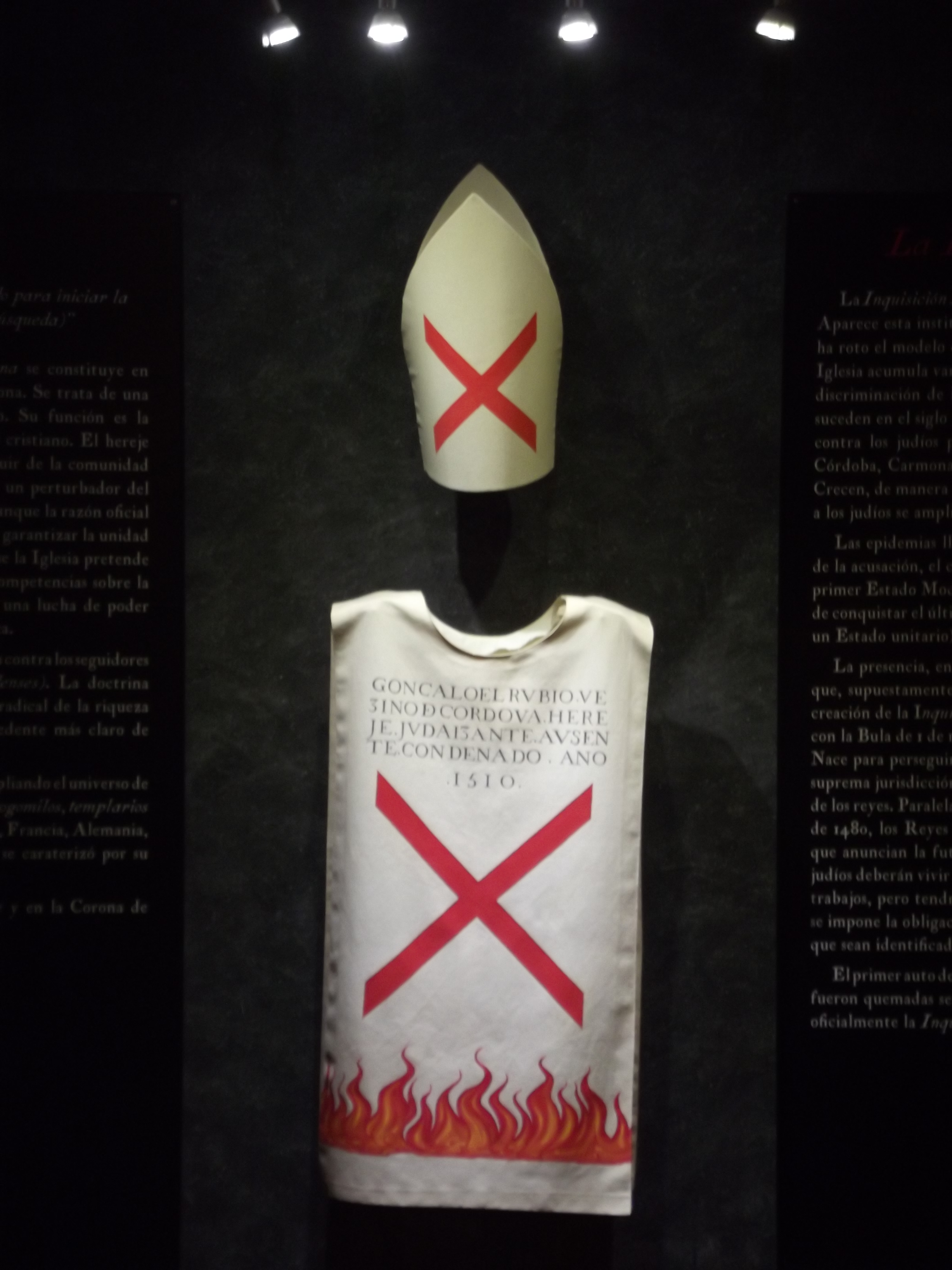
Sambenito de un condenado expuesto en Córdoba, donde existió una persecución multitudinaria en tiempos del inquisidor Lucero el tenebroso.

Esta costumbre de colgar los sambenitos una vez finalizada la condena comenzó a principios del siglo XVI y se hizo obligatoria a partir de las Instrucciones de 1561 del inquisidor general Fernando de Valdés y Salas, en las que se decía:

Todos los sambenitos de los condenados vivos y difuntos, presentes o ausentes, se ponen en las iglesias donde fueron vezinos... porque siempre aya memoria de la infamia de los hereges y de su descendencia.

Este propósito de perpetuar la infamia de los condenados de generación en generación y por el que familias enteras fueron castigadas por los pecados de sus antepasados, llegó al extremo de que cuando los sambenitos se caían a pedazos por viejos eran reemplazados por mantetas en las que figuraban los nombres de los herejes. La manteta es un lienzo de tela de forma cuadrada o rectangular, en cuya mitad inferior se escribe con letras mayúsculas, a modo de inscripción, el nombre, apellido, oficio y delito de la persona condenada por la Inquisición, mientras que en la parte superior se pintan las aspas del sambenito o unas llamas con la efigie de la persona condenada.

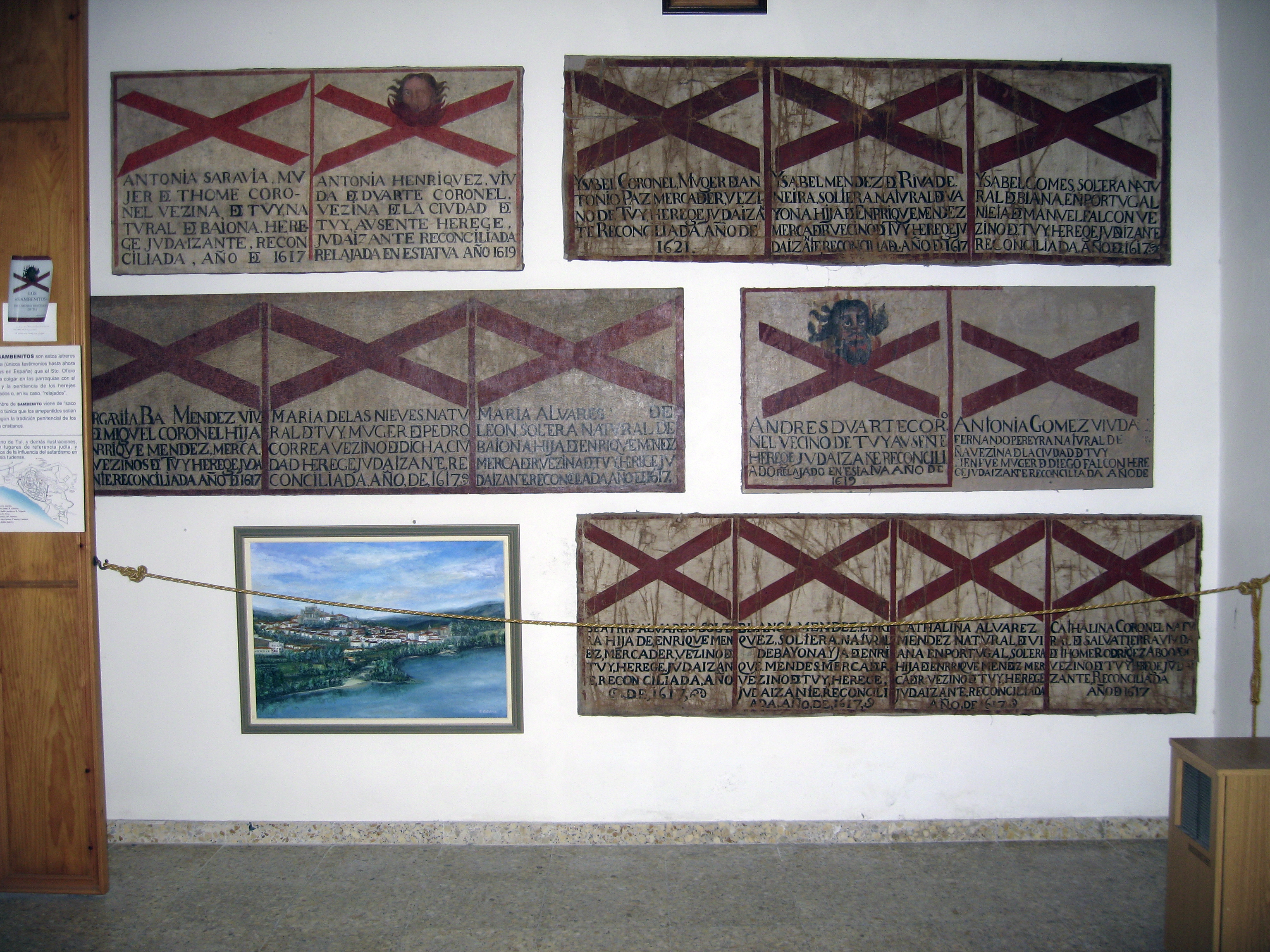
Sambenitos o mantetas del que se conservan en el Museo Diocesano de Tui (Pontevedra)

La obligación de colgar los sambenitos fue contestada no solo por los familiares, que por culpa de ellos estaban incapacitados para ocupar cargos públicos, sino también por los feligreses y los rectores de las iglesias donde se colgaban, a las que se trasladaba la infamia. Pero la Inquisición no cambió de parecer y mantuvo esta disposición hasta finales del siglo XVIII. Emilio La Parra y María Ángeles Casado sitúan a mediados del siglo XVIII la desaparición de la costumbre de colocar en las iglesias los sambenitos de los condenados. El sacerdote Juan Antonio Llorente, uno de los mayores especialistas en el estudio de la Inquisición durante el siglo XIX, advierte que alguna vez las mantetas suenan citadas con el nombre de sambenitos, porque antes se colgaban los originales en cuyo lugar fueron sustituidas para los templos. El Museo Diocesano de Tuy (Pontevedra) conserva una colección de sambenitos o mantetas del siglo XVII que fueron descubiertos hace unos años y, una vez restaurados y montados sobre bastidores para su correcta conservación, se exhiben al público en una de sus salas de la segunda planta del Museo. Las personas expedientadas que aparecen mencionadas en estas telas corresponden a  distintos miembros de las familias Méndez y Coronel, que entre 1617 y 1621 fueron sentenciadas y reconciliadas por herejes y por realizar prácticas judaizantes por el tribunal del Santo Oficio de Galicia.

### El sambenito en la actualidad
En la actualidad se utilizan expresiones como «llevar un sambenito», «te cuelgan un sambenito» o «cargar a alguien un sambenito» con el significado de cargar con una culpa que no le corresponde o perder la reputación y ser despreciado por algún oprobio.